# Öra socken
Öra socken i Västergötland ingick tidigare i Gäsene härad. Sedan 1974 ingår den i Herrljunga kommun och motsvarar från 2016 Öra distrikt.
Socknens areal är 14,82 kvadratkilometer varav 14,81 land. År 2000 fanns här 102 invånare. Sockenkyrkan Öra kyrka ligger i socknen.

## Administrativ historik
Socknen har medeltida ursprung. 
Vid kommunreformen 1862 övergick socknens ansvar för de kyrkliga frågorna till Öra församling och för de borgerliga frågorna bildades Öra landskommun. Landskommunen uppgick 1952 i Gäsene landskommun som 1974 uppgick i Herrljunga kommun. Församlingen uppgick 2010 i Östra Gäsene församling.
1 januari 2016 inrättades distriktet Öra, med samma omfattning som församlingen hade 1999/2000.  
Socknen har tillhört län, fögderier, tingslag och domsagor enligt vad som beskrivs i artikeln Gäsene härad. De indelta soldaterna tillhörde Älvsborgs regemente, Ås kompani och Västgöta regemente, Elfsborgs kompani.

## Geografi
Öra socken ligger norr om Ulricehamn kring Lidans tillflöde Öraån. Socknen är skogsbygd med inslag av odlingsbygd och med mossmarker.

## Byar och hemman
Öra socken består historiskt av följande byar och enstaka hemman (byar som bara består av ett hemman). När en by har flera hemman anges också hemmansnumren.
- Brogärdet, enstaka hemman.
- Duvered, enstaka hemman (1) och en åker (2).
- Ekekulla, enstaka hemman.
- Gamlarp, by med två hemman: (1 Nedregården och 2 Övregården).
- Hjärttorp, by med tre hemman (1 Smedsgården, 3 Mellomgården och 4 Västergården) samt en tullkvarn (2).
- Holmen, enstaka hemman.
- Ingelstorp, enstaka hemman. Säteri.[8]
- Kås, by med två hemman (1 Östra Kås och 2 Västra Kås).
- Pjuksteryd, enstaka hemman.
- Tokarp, by med två hemman (1 Storegården och 2 Lillegården).
- Öra, socknens kyrkby, tre hemman (1 Skattegården, 2 Stommen och 3 Frälsegården).

## Fornlämningar
Boplatser och en hällkista från stenåldern är funnen. Vid Gamlarp har en gravhög funnits, vilken då man tog bort den gav fynd av en dolk, pilspetsar med mera, alltsammans av flinta. I graven skulle också ha funnits en mängd andra flintor såsom pilspetsar samt ett skifferbryne, ben och krukskärvor. Två pilspetsar med urnupen bas och två flintskärvor hittades också de i en stenåldersgrav i Gamlarp-Övregården, denna gång dock i en gånggrift. Få lösfynd från stenålder kommer från socknen, däribland en flintyxa som hittades 1910 i en gammal stenmur på Mellomgården. Från järnåldern gravar, stensättningar och resta stenar. Slaggförekomster från medeltid-nyare tid kommer från gamla bysmedjor. 

## Befolkningsutveckling
Befolkningen minskade från 207 1810 till 196 1820 varefter den ökade till 358 1880. Därefter har folkmängden stadigt sjunkit till 113 1990.

## Namnet
Namnet skrevs på 1330-talet Örä och kommer från kyrkbyn och innehåller plural av ör, 'grusbank'.